# Livets nödtorft
Livets nödtorft (originaltitel: Creature Comforts) är en animerad kortfilm från Aardman Animations, regisserad av Nick Park. Den vann 1991 Oscar för bästa animerade kortfilm. Handlingen kretsar kring "intervjuer med djur", där man hör intervjuer (bland annat om boendeförhållanden) med invandrade studenter men ser djur i en djurpark agera till dessa intervjuer.
Senare har filmen också blivit TV-serie och finns som sådan utgiven på svensk DVD. 